# Санта Луча (Бари)
Санта Луча (итал. Santa Lucia) је насеље у Италији у округу Бари, региону Апулија.
Према процени из 2011. у насељу је живело 673 становника. Насеље се налази на надморској висини од 374 м.